# Leioproctus albopilosus
Leioproctus albopilosus là một loài Hymenoptera trong họ Colletidae. Loài này được Rayment mô tả khoa học năm 1930.